# Кастеллино-Танаро
Кастеллино-Танаро (итал. Castellino Tanaro) — коммуна в Италии, располагается в регионе Пьемонт, в провинции Кунео.
Население составляет 340 человек (2008 г.), плотность населения составляет 31 чел./км². Занимает площадь 11 км². Почтовый индекс — 12060. Телефонный код — 0174.
Покровительницей коммуны почитается Пресвятая Богородица (Дева Мария Снежная), празднование 5 августа.

## Демография
Динамика населения:

## Города-побратимы
- Фаликон, Франция

## Администрация коммуны
- Официальный сайт: